# Новосиль
Новоси́ль — древнерусский город домонгольского периода, основанный на землях Черниговского княжества. Ныне — город в Орловской области России. Административный центр Новосильского района. Образует городское поселение Новосиль.
Впервые он упоминается в Никоновской летописи за 1155 год. Был основан, предположительно, как Новое селение на месте более древнего поселения, археологические раскопки которого относят его основание к IV веку до н. э. Существует мнение о более позднем основании города-крепости, уже в послемонгольское время, а дату «1155 год» — ошибкой переписчика-летописца.

## Географическое положение
Город находится на востоке Орловской области в 76 км (по автодороге) от областного центра Орла, в 14 км от железнодорожной станции Залегощь. Расположен на высоком правом берегу реки Зуши. Через город проходят автомобильные дороги областного значения: Орёл — Ефремов, Орёл — Корсаково, Залегощь — Мценск. Расстояние до трассы М2 «Крым» 50 км.

## Этимология
По одной из версий, в основе ойконима может лежать словосочетание Новое селение или Новая сила (укрепление, крепость), образованное от древнего имени Новосил. В первом случае было бы Новосель, Новосельск, но больше подходит второе — Новая сила (крепость). По другой версии, для закрепления своих рубежей в стране вятичей в IX в. хазары на уже существующем поселении основали новый город-крепость, назвав его Новый Итиль, — по названию своего столичного города Итиля (Атиль, Исиль, Асиль), основанного ими в VIII в. и разрушенного в конце X в. Святославом Игоревичем. Название города со временем трансформировалось в Новатиль (Новасиль), который после разорения был назван Новасилью. Ещё одним из предположений является связь с топонимом «Нововасильков», — от имени Василько Юрьевича (сына Юрия Долгорукого) или «Нововасильев» от имени Владимира Мономаха — в крещении Василий.

## История

### Древнее поселение
Археологические исследования, проведённые на новосильской земле в 1950-х годах Верхнеокской археологической экспедицией Института археологии АН СССР под руководством Т. Н. Никольской, открыли здесь поселение, относящееся к IV—I векам до нашей эры и городище конца I тысячелетия до н. э. — XI—XIII вв. Во время раскопок в 2011 году на территории городища была найдена медная монета второй половины I века до н. э. пантикапейского царя Асандра. На новосильской земле были выявлены также городища вблизи Новосиля: Воротынцевское (в 6 км), Мужиковское (в 10 км), Вяжевское (в 7 км) и Духовское (в 5 км). Городища принадлежали племенам верхнеокской культуры железного века (иногда её трактуют как «окский вариант юхновской культуры»); они играли важную роль в обороне юго-востока русских земель от внешних вторжений.
В середине I тысячелетия нашей эры долина Зуши входила в ареал мощинской культуры, а с начала VIII века там начали расселяться славяне-вятичи.

### Средние века
В письменных источниках Новосиль упомянут в Никоновской летописи за 1155 год как город Черниговского княжества. Летописное упоминание о городе связано с пребыванием в нём жены великого князя Киевского Юрия Долгорукого Ольги Гречанки (Въ лѣто 6663… Того же лѣта пріиде въ Кіевъ княгини княже Юрьева Долгорукаго изъ Новосиля), которая ехала в Киев из Суздаля через Новосиль. Выбор Ольгой Новосиля в качестве места своего путешествия в Киев позволяет считать, что Новосиль в то время был достаточно надёжным укреплённым пунктом, где княгиня могла чувствовать себя в безопасности. Историк В. А. Кучкин оспаривает достоверность этих летописных сведений и относит основание Новосиля как города к более позднему послемонгольскому периоду.
С 1352 года Новосиль являлся центром самостоятельного Новосильского княжества — вотчиной князей Воротынских. В 1375 году Новосильская крепость пострадала от татарского нашествия Мамая и город пришёл в запустение, а новосильский князь Роман Семёнович перенёс столицу своего княжества в Одоев. В XV веке Новосиль отошёл к Великому княжеству Литовскому. В 1490 году князья Воротынские Иван Михайлович и Дмитрий Фёдорович перешли на службу к Ивану III. В 1494-м, — после заключения мира с Литвой, он вошёл в состав Великого княжества Московского.

### Новое время
В 1565 году, когда царь Иван Грозный разделил Русское государство на опричнину и земщину, город вошёл в состав последней. В XVI—XVII веках Новосиль был одним из укреплённых пунктов оборонительной линии на южных рубежах Русского государства — Большой засечной черты. В 1599—1606 гг. в нём был размещён передовой полк «украинного разряда». В 1613 году в Новосиле находился сторожевой (разрядный) полк, в который входило около 800 служилых людей, в основном — городовых казаков. В сентябре 1637 года гарнизон Новосильской крепости выдержал осаду татарского войска крымского нурэддина Сафа Герая. Нападавшие разорили посад, сожгли хлеба́, многих жителей увели в плен и сожгли близлежащий Троицкий Свято-Духов монастырь. В 1644 году город и Свято-Духов монастырь посетил царь Михаил Фёдорович; служилым людям, — казакам, стрельцам и пушкарям были выданы грамоты на владение землёй, а в Новосиле был образован полк «польского строя». Последнее большое разорение Новосиля и окрестностей произошло в 1659 году крымскими татарами и мятежными украинскими казаками. Они выжгли часть посада и слобод, но крепость устояла. Многие новосильские дворяне оказались разорены, лишившись своих поместий. В 1672—1673 гг. деревянные крепостные сооружения Новосиля были обновлены и укреплены, однако в конце XVII века город утратил военное значение и в 1718 году был исключён из штата российских крепостей.
В 1708 году Новосиль как центр уезда был приписан к Киевской губернии. В 1719 году вошёл в Орловскую провинцию этой губернии, в 1727 провинция отошла к Белгородской губернии. В 1777 году Новосиль получил официальное утверждение уездного города Новосильского уезда Тульского наместничества (с 1796 — губернии). Герб утверждён 8 марта 1778 года вместе с остальными гербами Тульского наместничества. На зелёном поле изображены цветки-васильки и золотые колоски, олицетворяющие плодоносие полей, окружающих город. В 1779 году был утверждён план застройки города.
В XIX веке Новосиль представлял небольшой торгово-ремесленный город. Местное купечество торговало хлебом, пенькой, скотом, кожами, салом, щетиной, воском, мёдом. Существовал ряд кустарных предприятий по переработке сельхозсырья. Развивались бондарное, кузнечное, колёсное ремёсла. В 1843 году в городе насчитывалось 260 жилых домов, 40 лавок, 4 питейных дома, 5 предприятий, больница, богадельня, аптека, приходское училище, тюремный замок, ежегодно проводились 2 ярмарки, устраивались еженедельные базары. К концу века (в 1893) население города насчитывало 3660 чел. В городе имелись 7 фабричных предприятий, 4 училища (мужское, женское, частное и городское высшее начальное), гимназия, школы грамоты при церквях, земская больница, городской общественный банк, уездное казначейство. В 1894 году была открыта земская библиотека.
В церковном отношении Новосиль с уездом до 1775 года входил в состав Крутицкой епархии, затем был причислен к Воронежской, а в 1788 — к Коломенской епархии. В 1799 отнесён к Тульской епархии. В письменных источниках о Новосиле 1-й четверти XVII века упомянуто пять деревянных церквей: в крепости — Соборная Успения Пресвятой Богородицы (действующая); через овраг на посаде — Николая Чудотворца (действующая); в Стрелецкой слободе — страстотерпца Христова Георгия (действующая); Рождества Иоанна Предтечи и Ильинская с приделами Святых Флора и Лавра («стояли без пения»). В городской черте находился также Ильинский женский монастырь (упразднён в 1764 в результате секуляризационной реформы), на территории которого около 1764 года была построена кирпичная церковь во имя Казанской иконы Божией Матери. В 1802 году на западной окраине города была построена новая кирпичная церковь Казанской иконы Божией Матери — бесприходная кладбищенская. До нынешнего времени (2020) сохранилась только Никольская.
В 1895 году в городе имелось две приходские церкви: Собор Успения Пресвятой Богородицы, Николая Чудотворца и бесприходная кладбищенская Казанской иконы Божией Матери.

### Новейшая история
18 (31) января 1918 года в Новосиле и уезде была установлена Советская власть. 17—18 октября 1919 года в ходе Орловско-Кромского сражения 1-й партизанский Алексеевский полк под командованием полковника П. Г. Бузуна при поддержке артиллерии Марковской дивизии, наступавшей на Москву деникинской Добровольческой армии, выбил из Новосиля 3-ю стрелковую дивизию Архивная копия от 27 июня 2018 на Wayback Machine В. К. Гонделя Архивная копия от 25 августа 2018 на Wayback Machine 13-й армии РККА, таким образом вступив на территорию Тульской губернии для дальнейшего продвижения к Туле. Однако вскоре красноармейцы перешли в контрнаступление и 23 октября 3-я стрелковая дивизия вновь заняла город, отбросив деникинцев на юг.
6 июля 1925 года постановлением Президиума ВЦИК Новосильский уезд из Тульской губернии был передан в состав Орловской губернии. В 1928 году Новосиль стал центром Новосильского района, входившего сначала в состав Орловского округа Центрально-Чернозёмной области (ЦЧО), а после упразднения округов летом 1930 года — непосредственно в состав ЦЧО. С разукрупнением последней в 1934 году район вошёл в состав Курской, а в 1937 году — Орловской области.
13 ноября 1941 года город был захвачен немецко-фашистскими войсками. Освобождён 27 декабря 1941 года 6-й гвардейской стрелковой дивизией под командованием генерал-майора К. И. Петрова, действовавшей в составе 3-й армии Брянского фронта. До июля 1943 года Новосиль оставался прифронтовым городом и в результате боевых действий подвергся значительному разрушению. Разрушены и сожжены были практически все городские общественные здания и частные дома. Все районные учреждения и жители размещались в подвальных помещениях. В сохранившийся единственный дом въехал районный военкомат. Новосильская школа временно разместилась в 3 км — в селе Ямская Слобода. Только в 1945 году школу перевели в Новосиль. В 2019 году она отметит свой 200-летний юбилей. Во время оккупации немцы полностью разрушили районную больницу, основанную в 1828 году. После окончания войны началось восстановление города. В последующие годы застройка производилась по перспективному плану 1975 года (с дополнениями 1979 г.), который сохранил существующую сеть улиц и местоположение главной площади.

## Образование и культура
В городе работают учреждения дополнительного детского образования: МБУ ДО «Центр творчества» Новосильского района Архивная копия от 25 декабря 2021 на Wayback Machine, МБУ ДО «Новосильская детская школа искусств» Архивная копия от 19 марта 2015 на Wayback Machine (бывшая музыкальная школа) и филиал № 2 БПОУ ОО «Орловского техникума агробизнеса и сервиса» Архивная копия от 24 февраля 2019 на Wayback Machine, МБУДО ДЮСШ Новосильского района. Ежегодно в районе проводятся областные турниры по вольной борьбе памяти Героя Советского Союза Сергея Тюленина. Работают Новосильская центральная библиотека, которая является одной из старейших в области и детская. Хранителем и собирателем истории района является Новосильский историко-культурный центр, созданный на базе краеведческого музея и военно-исторического комплекса «Вяжи».

## Население
| 1856  | 1893  | 1897  | 1913  | 1926  | 1931  | 1939  | 1959  | 1970  | 1979  | 1989  | 1992  |
| ----- | ----- | ----- | ----- | ----- | ----- | ----- | ----- | ----- | ----- | ----- | ----- |
| 3000  | ↗3660 | ↘2912 | ↗4800 | ↘2733 | ↗2800 | ↗3332 | ↘2439 | ↗3003 | ↗3194 | ↗4198 | ↗4500 |
| 1996  | 1998  | 2000  | 2001  | 2002  | 2003  | 2005  | 2006  | 2007  | 2008  | 2009  | 2010  |
| ↗4600 | →4600 | →4600 | ↘4500 | ↘4017 | ↘4000 | ↘3900 | →3900 | →3900 | →3900 | ↘3852 | ↘3658 |
| 2011  | 2012  | 2013  | 2014  | 2015  | 2016  | 2017  | 2018  | 2019  | 2020  | 2021  | 2023  |
| ↗3700 | ↘3598 | ↘3471 | ↘3447 | ↘3346 | ↘3267 | ↘3216 | ↘3175 | ↘3128 | ↘3109 | ↘2912 | ↗2938 |

На 1 января 2025 года по численности населения город находился на 1109-м месте из 1124 городов Российской Федерации.
Национальный состав
По итогам переписи населения 2020 года проживали следующие национальности (национальности менее 0,1 % и другое, см. в сноске к строке «Другие»):
| Национальность | Численность, чел. | Доля     |
| -------------- | ----------------- | -------- |
| Русские        | 2640              | 90,66 %  |
| Курды          | 33                | 1,13 %   |
| Белорусы       | 22                | 0,76 %   |
| Аварцы         | 22                | 0,76 %   |
| Украинцы       | 17                | 0,58 %   |
| Чеченцы        | 15                | 0,52 %   |
| Таджики        | 9                 | 0,31 %   |
| Азербайджанцы  | 6                 | 0,21 %   |
| Армяне         | 6                 | 0,21 %   |
| Татары         | 5                 | 0,17 %   |
| Чуваши         | 3                 | 0,10 %   |
| Ногайцы        | 3                 | 0,10 %   |
| Другие         | 131               | 4,49 %   |
| Итого          | 2912              | 100,00 % |

## Экономика
Город является центром сельскохозяйственного района, в котором выращивают пшеницу, рожь, ячмень, овёс, горох, гречиху, в последние годы рапс, сахарную свёклу, сою. Фермеры занимаются также мясо-молочным скотоводством, свиноводством и овцеводством. В 2003 в районе возникло сельхозпредприятие по производству зерновых культур АПК «Орёл Нобель-Агро». Промышленное и перерабатывающее производство (по состоянию на 2018 год) отсутствует. В 1990-е годы прекратили своё существование кирпичный завод, инкубаторная станция, молочно-сепараторный пункт, сельхозпитомник, совхоз «Новосильский» и ремсельхозтехника, а в 2010-х небольшой консервный завод и питомник по выращиванию африканских страусов.
В 2019 году был введён в строй высокотехнологичный тепличный комплекс по выращиванию огурцов московского предприятия ООО «Промпарк».

## Достопримечательности
В 2016 году Новосиль вошёл в десятку малых городов России, популярных у туристов и занял шестую строчку. Планируется его включение в туристический маршрут «Бирюзовое кольцо России», который должен связать старинные города орловского края.
Самым старым сооружением города является церковь Николая Чудотворца. Вместо существовавшего деревянного храма на главной площади города первоначально в 1810—1813 годах была построена каменная церковь с приделами во имя святого Иоанна Предтечи и великомученицы Параскевы, а в 1838 году был освящён и весь храм. В 1858 году построена каменная колокольня. После революции и установления в городе Советской власти храм был закрыт; в 1989 году был вновь возвращён РПЦ. В 1997 году закончилось возведение разрушенной колокольни.
Город издавна был купеческим. До сегодняшних дней (2020) сохранились дома 2-й половины XIX века купцов: Синельникова (ныне [2020] в доме находится районная прокуратура), Ворогушина (в доме располагается краеведческий музей), Белевцева и Вента (на ул. К. Маркса [бывшая Большая Орловская]).
В Новосиле три памятника: В. И. Ленину; командующему 3-й армией, принимавшей участие в освобождении Новосильской земли от немецких захватчиков, Герою Советского Союза А. В. Горбатову; воинам-освободителям — участникам Великой Отечественной войны.
В городе есть краеведческий музей, основанный в довоенные годы краеведом и художником Глаголевым Василием Николаевичем и заново воссозданный учителями Новосильской школы супругами Казначеевым Алексеем Васильевичем (1918—1996) и Марией Андреевной (1922—2017).